# John McEwen
Sir John "Black Jack" McEwen (Chiltern (Victoria), 29 maart 1900 - Melbourne (Victoria), 20 november 1980) was een Australische politicus.  Hij was de 18e premier van Australië.

## Levensloop
McEwen groeide op als de zoon van Ierse immigranten. Zijn vader overleed op jonge leeftijd en zijn zoon John werd daarom grotendeels opgevoed door zijn grootmoeder en zus. Meteen na zijn achttiende verjaardag nam hij dienst in het Australische leger. Het land was op dat moment in de Eerste Wereldoorlog verwikkeld. De oorlog was al beëindigd op het moment dat McEwen nog in training was. Na zijn periode in het leger ging hij werken in de landbouw en werd actief in de Country Party. Voor die partij werd hij in 1934 in het Australisch parlement gekozen. Van 1937 tot 1941 was hij achtereenvolgend minister van Binnenlandse Zaken, minister van Buitenlandse Zaken en tegelijkertijd minister van de Luchtmacht. Archie Cameron trad in 1940 terug als partijleider. McEwen ging met Earl Page de strijd aan. In de partijverkiezing eindigden ze gelijk. Uiteindelijk kwam Arthur Fadden naar voren als compromiskandidaat.
In 1941 kwam er een einde aan de tienjarige regeerperiode van de United Australia Party en de Country Party. De Labor-partij nam de macht over en gaf die pas in 1949 weer uit handen. De nieuw gevormde Liberale Partij met Robert Menzies aan het hoofd regeerde met steun van de Country Party. McEwen diende in diens regering als minister van Commercie en Landbouw. Vanaf 1956 was hij minister van Handel en Industriële Zaken. In die functie voerde hij een beleid uit dat bekend kwam te staan als McEwenism, namelijk de hoge invoertarieven voor geïndustrialiseerd goederen. Het doel daarvan was de eigen industrie te beschermen en tegemoet te komen vanwege de hoge importtarieven voor landbouwgoederen. Daar profiteerde weliswaar de eigen landbouw van, maar de fabrieken waren daar wel duurder door uit
Fadden ging in 1958 met pensioen en McEwen volgde hem op als partijleider. Toen Robert Menzies in 1966 met pensioen ging was McEwen het langst zittende lid van zijn regering. Na de verdwijning en doodverklaring van zijn opvolger Harold Holt volgde McEwen hem tijdelijk op. Dat gaf de Liberale Partij de tijd om een eigen kandidaat naar voren te schuiven. McEwen had nog een grote invloed op de uitkomst van die zoektocht doordat hij weigerde onder William McMahon te dienen. Hij had een afkeer van die man, mede doordat McMahon pleitte voor een herziening van het importstelsel. Als gevolg daarvan schoof de Liberale Partij senator en minister van Onderwijs John Gorton naar voren als nieuwe premier.
Zelf trok McEwen zich in 1971 terug uit de politiek. Doug Anthony volgde hem op als partijleider. Deze liet weten dat de Country Party geen bezwaren meer had tegen McMahon als premier. Nog geen twee maanden later verving de Liberale Partij hem als nieuwe premier in plaats van Gorton. In 1980 overleed McEwen in Melbourne.
- Australian Dictionary of Biography: mcewen-sir-john-10948
- Gemeinsame Normdatei: 119547333
- International Standard Name Identifier: 0000 0001 1488 7325
- Library of Congress Control Number: n85063182
- Nationale bibliotheek van Australië: 35044695
- SNAC: w6tb1k3g
- Système universitaire de documentation: 172599806
- Trove: 461144
- Virtual International Authority File: 22953936
- WorldCat: E39PBJrCcyqQDMJGBx7WFhCCwC